# Sala del Joc de Pilota de Versalles
La Sala del Joc de Pilota de Versalles, fou la que va donar lloc a l'Assemblea Nacional (1789). Es va haver de fer en aquest lloc, ja que el rei Lluís XVI, havia tancat les sales on s'havia fet l'anterior assemblea, pel simple fet que havia creat molta discussió.
Qui ja sabia d'aquesta informació eren els representants de la Noblesa i del Clergat, però els que representaven el tercer estat, no ho sabien, perquè van arribar al palau de Versalles, i es van trobar amb les portes tancades. Però, quan van anar-hi a Versalles, no hi havien només representants del tercer estat, també hi havia dels altres dos estaments, de la noblesa i del clergat.
Doncs van decidir en fer la conferència, i la van nomenar com a "Assemblea Nacional", ja que en aquell moment representaven la nació francesa. Però prèviament, ja havien dit que no sortirien d'allà si no poguessin fer una nova constitució, per això després s'anomenen com "Assemblea Constituent".
Aquestes assemblees, també van donar lloc a l'aparició de la dreta i esquerra, ja que es van asseure segons les seves afinitats, polítiques o/i personals, i al final ens trobem amb tres grups, els que es consideraven els "innovadors" es van asseure a l'esquerra, els "moderats" es van reunir al centre, mentre que els "defensors de consciència de la constitució" es van trobar asseguts a la dreta.